# 前451年
| 千纪： | 前1千纪 |
| 世纪： | 前6世纪 \| 前5世纪 \| 前4世纪 |
| 年代： | 前480年代 \| 前470年代 \| 前460年代 \| 前450年代 \| 前440年代 \| 前430年代 \| 前420年代                                                                                             |
| 年份： | 前456年 \| 前455年 \| 前454年 \| 前453年 \| 前452年 \| 前451年 \| 前450年 \| 前449年 \| 前448年 \| 前447年 \| 前446年                                                               |
| 纪年： | 周貞定王十八年 魯悼公十七年 齊宣公五年 晉哀公元年 趙襄子二十五年 秦厉共公二十六年 楚惠王三十八年 宋昭公十八年 衛敬公十四年 蔡元侯六年 鄭共公四年 燕成公四年 越王不壽七年 杞出公十年 |

## 大事記
- 十人委員會頒布了一部法典，並刻在12個銅表上， 被稱為十二銅表法。
- 秦國築南鄭城。
- 衛悼公黔去世，子衛敬公弗嗣位。
- 蔡元侯去世，子蔡侯齊（蔡国末代国君）嗣位。

## 逝世
- 左丘明
- 蔡元侯